# Симеон Солунски
Симеон Мистагог Солунски (на гръцки: Συμεών, ὁ μυσταγωγός) е византийски богослов, православен светец, почитан като светител, солунски архиепископ от 1416 до 1429 година.

## Биография
Роден е в столицата Константинопол, вероятно между 1381 и 1387 година. Према монашество с името Симеон. Води иночески живот в малка килия. Привърженик е на исихазма, богословието на Григорий Палама. По-късно е ръкоположен за йеромонах. Посещава патриаршеския двор.
През май 1416 – април 1417 година е ръкоположен за архиепископ на Солун. На новото място здравето на Симеон се влошава, но по неговите думи благодарение на молитвите към великомъченика Димитър Солунски, покровителя на града, се закрепява. През юни 1422 година тръгва за Константинопол, за да убеди императора да изпрати повече сили за защита на града, но стига едва до Света гора, като едва се спасява от османците, които започват обсадата на Солун. Не получил никаква помощ от Канстантинопол, управителят на града Андроник Палеолог в 1423 година го предава на Венецианската република и по време на своето архипастирство Симеон удържа натиска да мине в пълно каноническо подчинение на Католическата църква с цел защита от турците.
Симеон описва тези събития в труда си „Логос Хисторикос“. Симеон оставя много творби на различни теми, предимно литургически. Освен това е автор и на пастирски, канонически, догматически, апологетически, морални, исторически и политически теми. Симеон Солунски е активен апологет на Православието:
| „ | Истинското благо за човек е да е православен, ако не - по-добре е да умре. | “ |

Пише ред полемични съчинения, преимущественно против католиците. Признат е за най-голям византийски литургист. Той дава най-подробно тълкование на всички богослужебни чинопоследования. Като екзагет на богослужението, Симеон се придържа преимущественно към мистическото тълкование, следвайки предимно Дионисий Ареопагит.
Симеон Солунски умира вероятно през септември 1429 година, малко преди падането на Солун в османски ръце през март 1430 година.
За своите добротедели, справедливост и грижа за бедните светителят е почитан още приживе. След смъртта му е оплакван и от евреите и венецианците католици. Симеон Солунски е канонизиран от Цариградската патриаршия през 1981 година.

## Съчинения (издания)
- Politico-Historical Works, ed. David Balfour (Vienna, 1979)
- Ἔργα θεολογικά, Ἁγίου Συμεὼν ἀρχιεπισκόπου Θεσσαλονίκης, 1416/17-1429 (Theological works of St. Symeon, Archbishop of Thessalonika, 1416/76-1429) ed. & intro. David Balfour. (Thessaloniki, 1981).
- The Liturgical Commentaries, ed. Steven Hawkes-Teeples (Toronto, 2011).
- 'Logos Historikos' (English translation) in Venice and Thessalonica 1423-1430: Greek Accounts, trans. John R. Melville-Jones (Padua, 2006), pp. 87–142
- 'A Discourse on the Priesthood to a Pious Monk', in On the Priesthood and the Holy Eucharist (According to St. Symeon of Thessalonica, Patriarch Kallinikos of Constantinople and St. Mark of Ephesus), trans. George D. Dragas (Rollinsford NH, 2004)